# Thomas Lieb
Thomas Lieb   (Faribault, 28 d'octubre de 1899 - Los Angeles, 30 d'abril de 1962) va ser un jugador de futbol americà, atleta i entrenador estatunidenc que va competir durant la dècada de 1920.
Nascut a Minnesota, va jugar a futbol a la Universitat de Notre Dame com bloquejador ofensiu sota les ordres de Knute Rockne, i va competir en atletisme en la prova del llançament de disc. El 1922 i 1923 guanyà el títol nacional de la National Collegiate Athletics Association i el 1923 i 1924 de l'Amateur Athletic Union. El 1924 va prendre part en els Jocs Olímpics de París, on va guanyar la medalla de bronze en la prova del llançament de disc. Posteriorment va fer d'entrenador de futbol americà a les Universitats Loyola Marymount i Florida.

## Millors marques
- llançament de disc. 47.61 metres (1924)[1][2]